# Templo del suroeste
El Templo del suroeste es el nombre moderno de un templo tetrástilo próstilo dórico situado en la parte suroeste del Ágora de Atenas. 
Los fragmentos del templo encontrados por todo el Ágora permiten reconstruir completamente, aunque de forma provisional, el aspecto del templo. Estos fragmentos pertenecían originalmente a varias estructuras helenísticas y a una estoa del siglo V a. C.  en Tórico, en el sudeste del Ática, pero fueron espoliados para construir el templo del Ágora en época de Augusto. Se desconoce a qué dios o héroe estaba dedicado el templo. Tras el Saqueo de Atenas por los hérulos, en el año 267 d. C., fue espoliado para construir la muralla de fortificación posterior a los hérulos.

## Descripción
Se encuentra en la parte suroeste del Ágora ateniense, al oeste del Odeón de Agripa. Al sur hay una pequeña estoa unida al Edificio de los magistrados de Atenas y luego a la Estoa media, con todas las cuales está alineado. Está orientada al oeste, hacia el Tholos.

### Cimientos
Los cimientos consistían en bloques de conglomerado sobre un relleno de piedras rotas que se mantenía unido con mortero de cal de baja calidad. Están mal conservados; los bloques solo permanecían in situ en la esquina suroeste, pero los restos de recortes indican dónde se encontraban los demás muros. La orientación de la estructura indica que es posterior al Odeón, construido alrededor del año 15 a. C., y el uso de mortero en los cimientos sugiere una fecha imperial temprana. Los fragmentos de cerámica hallados en los cimientos sugieren una datación bajo Augusto, a principios del siglo I d. C..
La estructura consta de una naos sin columnas perípteras y un pronaos en el extremo occidental con cuatro columnas. El edificio medía unos 20,50 m de largo (este-oeste) y unos 10,48 m de ancho (norte-sur). El pórtico era más ancho, de unos 11,28 m, porque incluía escaleras tanto en los laterales como en la fachada. El muro que separaba el pronaos de la cella estaba a 4,20 metros del extremo occidental del edificio, lo que significa que tenía la naos más grande de todos los templos del Ágora.

### Superestructura

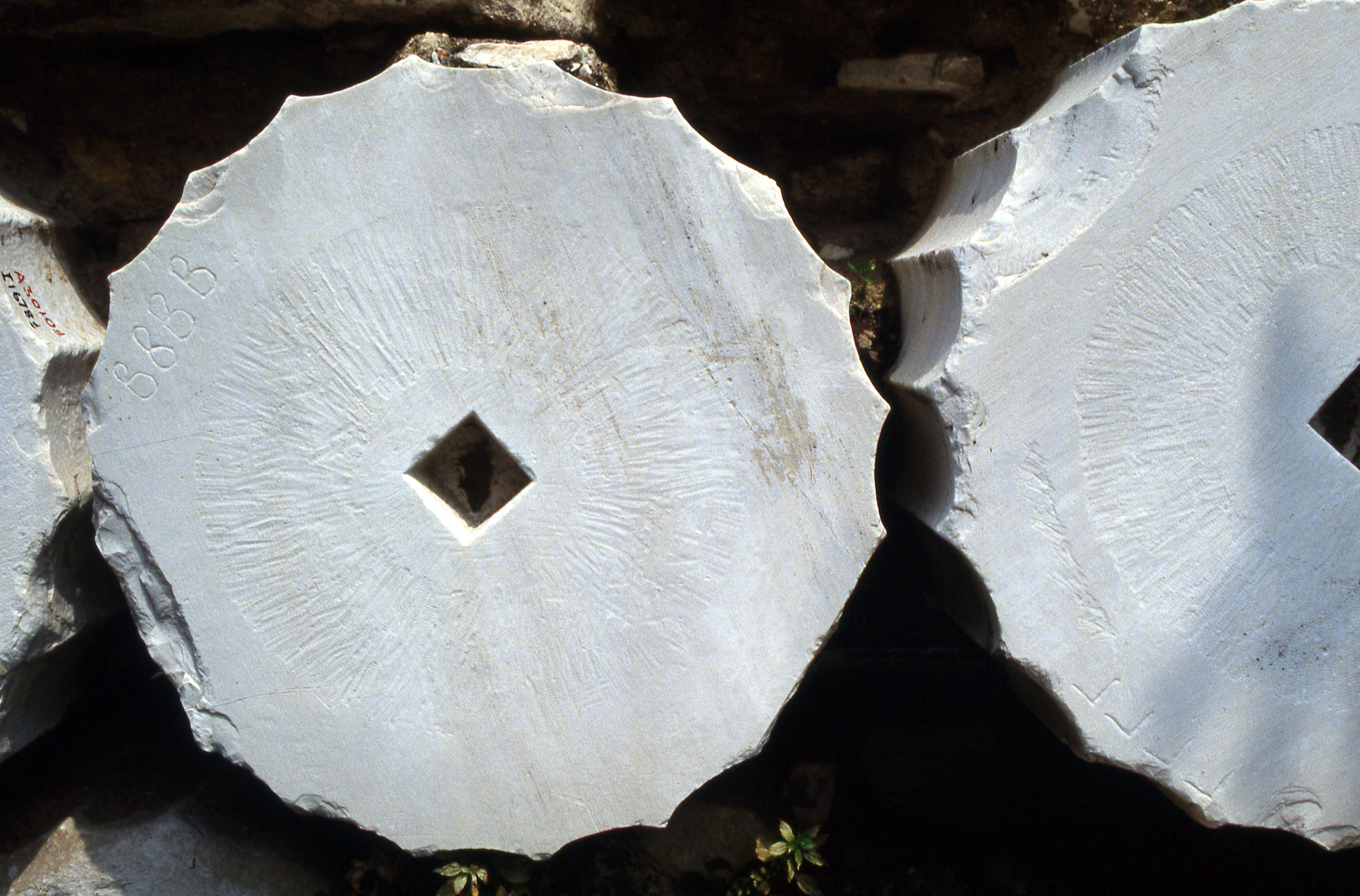
Tambor de columna del Templo del suroeste, originalmente de la estoa clásica de Tórico, en uso terciario en el muro post-herúleo. Las marcas de albañil para guiar el reensamblaje son visibles en la parte superior izquierda y en la parte inferior derecha.

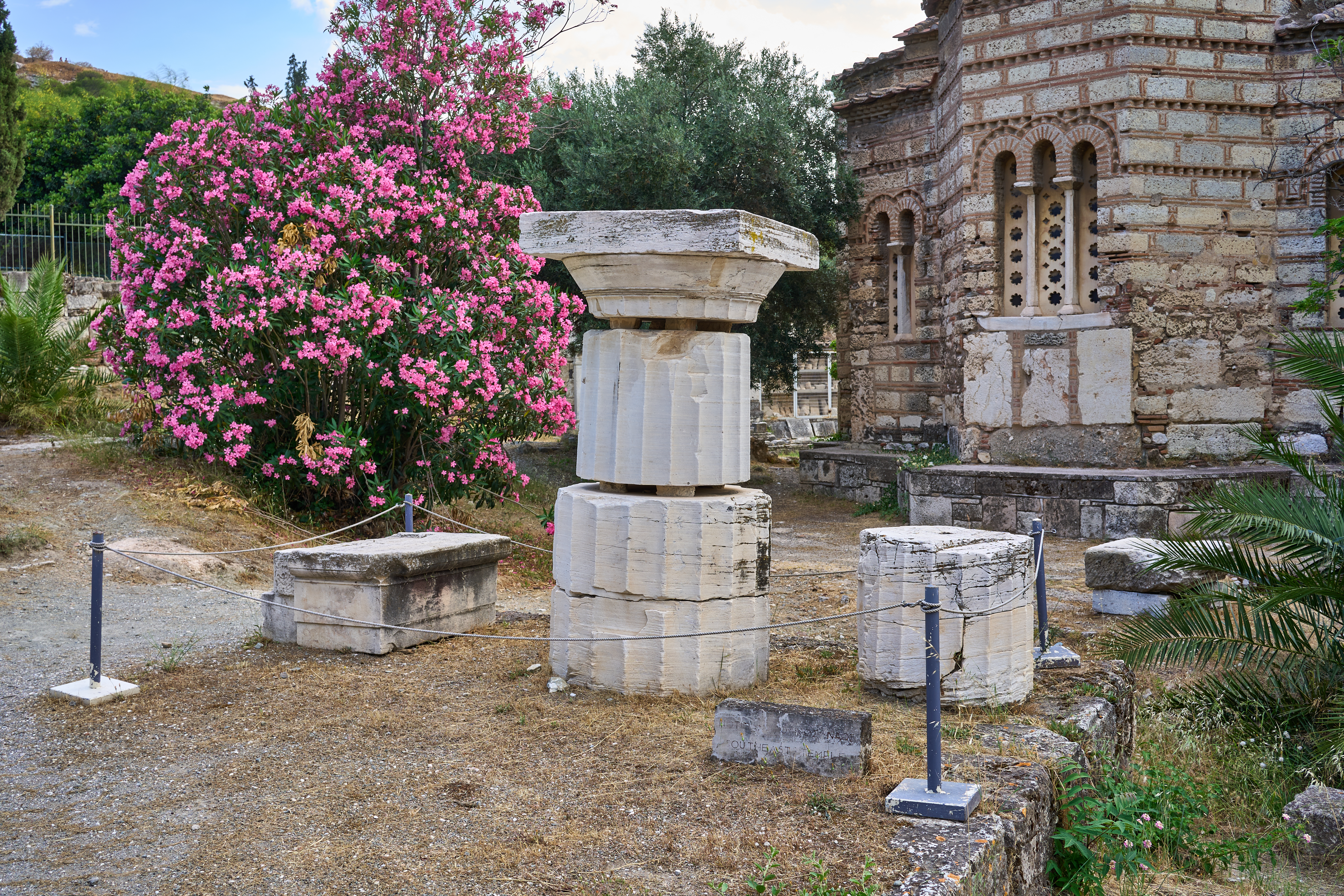
Capitel de columna, tambores y (a la izquierda) capitel de anta del Templo del suroeste.

No se encontraron restos de la superestructura in situ, pero un conjunto de elementos arquitectónicos dóricos encontrados en el muro post-herulúleo se ajustaban a las medidas de los cimientos. Estas piezas están hechas de mármol]e incluyen bloques del entablamento, triglifos, metopas, tambores y capiteles para cuatro columnas, un capitel anta y bloques de los muros. Estos bloques se unieron con abrazaderas de gancho, lo que indica que se reutilizaron en los siglos I o II d. C. Las  marcas de cantero talladas en los bloques para facilitar el reensamblaje de los fragmentos utilizan formas de letras que son características del mismo período de tiempo.
Las columnas proceden de una Estoa doble inacabada, construida en Tórico en el sureste de Ática a finales del siglo V a. C. Las estrías se añadieron cuando las columnas se llevaron al Ágora. El capitel de anta imita los capiteles de las columnas de Tórico, pero se hizo en la época romana, específicamente para esta estructura. Los bloques de la pared proceden de una pared que recorría el centro de esta Estoa doble en Tórico. Los fragmentos del arquitrabe y el friso proceden de una estructura del siglo II a. C., que probablemente fue destruida durante el saqueo de Atenas por Sila en el año 86 a. C. Los triglifos se tomaron de cuatro o más templos diferentes, cuyas fechas van desde el período clásico hasta finales del período helenístico. Originalmente eran de diferentes tamaños, pero se volvieron a tallar para que encajaran en el Templo del suroeste. Otros fragmentos se hicieron recientemente en el período romano.
Según la reconstrucción de William Dinsmoor Jr., la parte frontal del templo constaba de cuatro columnas dóricas con un diámetro de 1,001 metros en la base y una altura de 5,619 metros, dispuestas en próstilo (es decir, de modo que las dos columnas exteriores estuvieran directamente frente a las paredes laterales). El intercolumnio de 2,976 m entre las columnas centrales y 2,75 m entre las otras columnas. No había columnas en la parte posterior ni en los lados del templo. Sobre las columnas había un arquitrabe de 0,766 m de alto y 9,372 m de ancho. Por encima de esto había un friso de diez triglifos y nueve metopas, con una altura media de 0,696 m. Los triglifos y metopas continuaban en los laterales hasta llegar al frente de la naos.

### Atribución
No está claro a quién estaba dedicado el templo. Thompson sugirió que podría haber estado dedicado al culto imperial, porque se encontró cerca una base de estatua de Livia como Artemisa Boulaea y madre de Tiberio (Ágora XVIII n.º H254), pero probablemente procedía del Buleuterio Nuevo. Dinsmoor sugirió vincular el templo con una estatua de Atenea encontrada cerca (Ágora inv. S 654), pero actualmente está asociada con el Templo de Ares.

## Excavación
Los cimientos del Ágora fueron descubiertos en excavaciones realizadas por la Escuela Americana de Estudios Clásicos de Atenas. Se detectaron partes de la estructura durante las temporadas de 1933 y 1934, pero recién se excavó adecuadamente en la temporada de 1951, bajo la supervisión de Rebecca C. Wood. Los restos de la superestructura se encontraron durante las excavaciones del muro post-herúleo en 1939 y 1959.

## Bibliography
- Thompson, Homer A. (1952). «Excavations in the Athenian Agora: 1951». Hesperia: The Journal of the American School of Classical Studies at Athens (en inglés) 21 (2): 90-91. ISSN 0018-098X. doi:10.2307/146780.
- Thompson, Homer A.; Wycherley, R. E. (1972). Athenian Agora XIV: The Agora of Athens: The History, Shape and Uses of an Ancient City Center (en inglés). American School of Classical Studies at Athens. p. 165-166.
- Dinsmoor, William Bell (1982). «Anchoring Two Floating Temples». Hesperia: The Journal of the American School of Classical Studies at Athens (en inglés) 51 (4): 410-452. ISSN 0018-098X. doi:10.2307/147756.
- Geagan, D. J. (2011). Athenian Agora XVIII: Inscripions: The Dedicatory Monuments (en inglés). Princeton, NJ: The American School of Classical Studies at Athens.
- Miles, Margaret Melanie (2015). «The Vanishing Double Stoa at Thorikos and its Afterlives».  En Miles, Margaret Melanie, ed. Autopsy in Athens: recent archaeological research on Athens and Attica (en inglés). Oxford: Oxbow books. pp. 163-180. ISBN 978-1-78297-856-5.
- Stewart, Andrew (2016). «The Borghese Ares Revisited: New Evidence from the Agora and a Reconstruction of the Augustan Cult Group in the Temple of Ares». Hesperia: The Journal of the American School of Classical Studies at Athens (en inglés) 85 (3): 577-625. ISSN 0018-098X. doi:10.2972/hesperia.85.3.0577.
- Barletta, Barbara Ann; Dinsmoor, William B.; Thompson, Homer A. (2017). The sanctuary of Athena at Sounion (en inglés). Princeton (N. J.): American School of Classical Studies at Athens. ISBN 978-0-87661-967-4.